# عبدالرحمن بن خالد
عبدالرحمن بن خالد بن ولید مخزومی قریشی (عربی: عَبْدُ الرَّحْمَن بْنِ خَالِد بْنِ الْوَلِید الْمَخْزُومِیُّ الْقُرَشِیُّ‎؛ ۶۱۶–۶۶۶) فرماندار حمص در زمان خلافت عثمان (حک. ۶۴۴–۶۵۵) و معاویة بن ابی‌سفیان (حک. ۶۶۱–۶۸۰) بود. در دوران حکومت معاویه بر سوریه (۶۳۹–۶۶۱)، عبدالرحمن فرماندهی تعدادی از لشکرکشی‌ها علیه امپراتوری بیزانس را بر عهده داشت و از مرزهای میانرودان بزرگ در برابر نیروهای مستقر در عراق علی بن ابی‌طالب (حک. ۶۵۶–۶۶۱) در عراق محافظت می‌کرد. او در نبرد صفین در سال ۶۵۷ میلادی به‌طور قابل توجهی علیه معاویه جنگید و پس از به خلافت رسیدن معاویه در سال ۶۶۱ میلادی، به حکومت خود بر حمص و لشکرکشی علیه بیزانس ادامه داد. شهرت او در میدان نبرد و نسب از پدرش خالد بن ولید، سردار برجسته اسلام، او را به ویژه در میان اعراب سوریه محبوب کرده بود. معاویه در نهایت او را رقیب اصلی پسرش یزید می‌دانست که او را به عنوان جانشین خود آماده می‌کرد، و همین امر باعث شد که معاویه ظاهراً در سال ۶۶۶ میلادی دستور مسموم کردن عبدالرحمن را صادر کند.

## زندگی

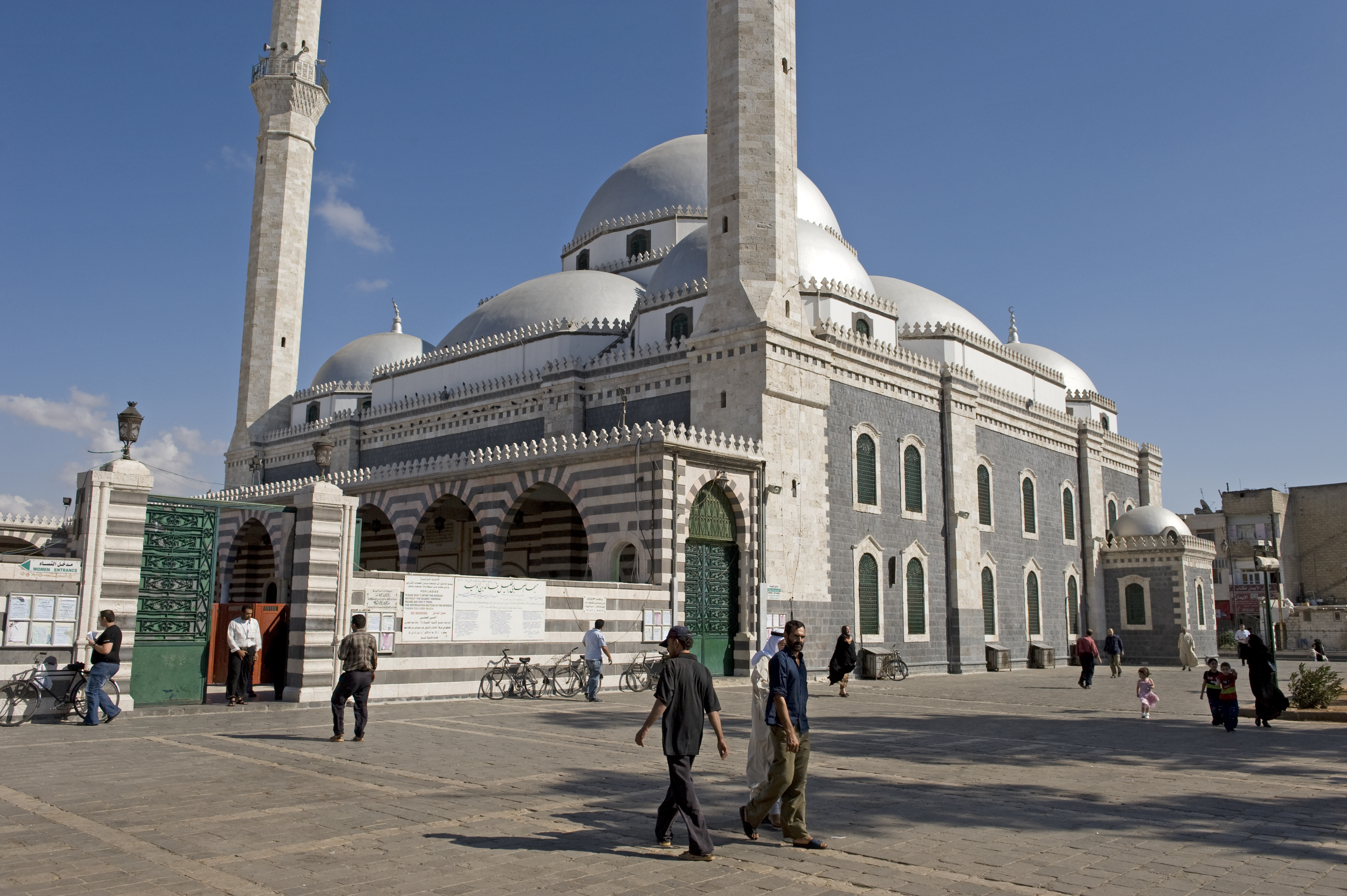
مسجد خالد بن ولید در حمص، جایی که گمان می‌رود عبدالرحمن در آن دفن شده باشد.

عبدالرحمن ح. ۶۱۶ میلادی متولد شد. او پسر خالد بن ولید، سردار برجسته مسلمان و عضو تیره بنی‌مخزوم از قبیله قریش بود. مادر عبدالرحمن، اسماء بنت انس بن مدرک، رئیس و شاعر برجسته قبیله خثعم بود که در دوران پیش از اسلام فعال بود و چند سال پس از ظهور اسلام در دهه ۶۲۰ میلادی درگذشت. عبدالرحمن احتمالاً در دوران خلافت عثمان (حک. ۶۴۴–۶۵۶) میلادی وارد خدمت نظامی شد. در دوران خلافت عثمان، او توسط معاویة بن ابی‌سفیان، فرماندار کل استان سوریه، به عنوان فرماندار جند حمص (منطقه نظامی حمص) منصوب شد. عبدالرحمن توسط معاویه برای فرماندهی تعدادی از لشکرکشی‌های نظامی علیه بیزانس در آناتولی اعزام شد و در منابع یونانی از او با عنوان «عبدالرحمن» یاد شده است. او در سال ۶۵۷ میلادی حمله‌ای را که نیروهای عراقی علی بن ابی‌طالب (حک. ۶۶۱–۶۵۶) به قلمرو معاویه در جزیره (بین‌النهرین سفلی) انجام دادند، دفع کرد. بعدها در همان سال، عبدالرحمن به عنوان فرمانده ارتش سوری معاویه علیه علی در نبرد صفین خدمت کرد، جایی که او با افتخار جنگید و پرچم سوری‌ها را در دست داشت. برادرش مهاجر در همان نبرد در کنار علی جنگید و کشته شد. در جریان مذاکرات بعدی حکمیت در اذرح یا دومه جندل در سال ۶۵۸ یا ۶۵۹ میلادی میان نمایندگان علی و معاویه، عبدالرحمن از جمله کسانی بود که در جناح دومی شاهد سند حکمیت بود.
عبدالرحمن در دوران خلافت معاویه از سال ۶۶۱ میلادی به عنوان فرماندار جند حمص ادامه داد. در سال‌های ۶۶۴–۶۶۵ و ۶۶۵–۶۶۶ میلادی، او لشکرکشی‌های زمستانی علیه بیزانس را در امتداد جبهه آناتولی رهبری کرد. طبق منابع سنتی مسلمانان، عبدالرحمن تهدیدی برای جاه‌طلبی‌های معاویه برای انتصاب پسرش یزید بن معاویه به عنوان جانشین خود بود و تصمیم گرفت او را از بین ببرد. در آن زمان، او آخرین پسر بازمانده خالد بن ولید بود و نسب او از یک سردار معتبر، و همچنین شجاعت و اثربخشی او در جنگ با بیزانس، او را نزد اعراب سوری محبوب کرده بود. به همین منظور، گفته می‌شود معاویه ابن اوثال از پزشک مسیحی خود، خواسته بود که عبدالرحمن را پس از بازگشت او از جبهه بیزانس به حمص در سال ۶۶۶ میلادی مسموم کند. این پزشک بعدها توسط خالد یکی از خویشاوندان عبدالرحمن، که یا پسر او یا پسر برادرش مهاجر بود، کشته شد. در نتیجه، این خالد زندانی شد و معاویه برای محافظت از او در برابر انتقام احتمالی، خون‌بهای ابن اثال را به او پرداخت کرد. روابط بین بنی‌مخزوم با نفوذ، که عمدتاً در حجاز متمرکز بودند، و معاویه در نتیجه مسمومیت ادعایی عبدالرحمن رو به وخامت گذاشت. هنری لمنس مورخ شرق‌شناس، در مورد اعتبار این روایت تردید دارد و آن را به خشونت‌های ضد مسیحی در حمص در آن زمان نسبت می‌دهد. خالد، پسر عبدالرحمن، فرمانده یک لشکرکشی دریایی علیه بیزانسی‌ها در سال ۶۶۸ یا ۶۶۹ میلادی بود.
نسل خالد بن ولید با مرگ تقریباً چهل نفر از نوادگان ذکور عبدالرحمن در نتیجه طاعونی در سوریه در اواخر دوره امویان (۶۶۱–۷۵۰ میلادی) از بین رفت. عبدالرحمن در کنار پدرش و فضه یکی از همسران پدرش، در حمص به خاک سپرده شده است. در سال ۱۹۰۸ میلادی، حاکمان عثمانی سوریه مسجد خالد بن ولید را در اطراف مکانی که حداقل از قرن دوازدهم ادعا می‌شد محل دفن آنهاست، ساختند.